# Andriy Glushchenko
Andriy Glushchenko (Kirovohrad, 23 de outubro de 1977) é um triatleta profissional ucraniano. 

## Carreira

### Olimpíadas
Andriy Glushchenko disputou os Jogos de Sydney 2000, terminando em 11º lugar com o tempo de 1:49:30.17.  Em Atenas 2004, não completou 